# Carine Fouteau
Carine Fouteau, née en 1974, est une journaliste française. Elle est présidente et directrice de la publication de Mediapart depuis mars 2024.

## Biographie

### Formation
Carine Fouteau étudie l'histoire à l'université Paris I, où elle obtient une licence en histoire. Par la suite, elle étudie et obtient un diplôme à Sciences Po Paris (1997, section Communic. et Ress. Hum). 
En 1999, elle obtient un master en journalisme à l'université de New York.

### Carrière
Carine Fouteau commence sa carrière de journaliste en 1999 dans le journal français Les Échos, d'abord pour le site Internet, avant de rejoindre l'équipe de la presse écrite quelques mois plus tard. Écrivant d’abord sur le travail et les conditions de travail, elle crée en 2003 une nouvelle rubrique du journal axée sur les questions sociales : laïcité, immigration, démographie.
En 2008, après le rachat des Échos par le groupe LVMH de Bernard Arnault, et le mouvement de grève qui s’est ensuivi, Carine Fouteau rejoint le tout nouveau quotidien d’actualité numérique Mediapart, et se spécialise sur les questions d'immigration. Elle en devient l'une des deux rédactrices en chef dix ans plus tard, en 2018, associée à Stéphane Alliès, succédant à François Bonnet, cofondateur de Mediapart.
En mars 2024, elle succède à Edwy Plenel, autre cofondateur de Mediapart, à la présidence et à la direction de la publication. Elle est la quatrième femme à rejoindre les postes de direction du journal. Mediapart devient le premier quotidien généraliste français à être dirigé exclusivement par des femmes[source insuffisante].

## Publications
- Danièle Lochak et Carine Fouteau, Immigrés sous contrôle: les droits des étrangers: un état des lieux, Le Cavalier bleu éditions, coll. « Libertés plurielles », 2008 (ISBN 978-2-84670-211-9)
- Éric Fassin, Carine Fouteau, Serge Guichard et Aurélie Windels, Roms & riverains: une politique municipale de la race, La Fabrique éditions, 2014 (ISBN 978-2-35872-057-1, OCLC 874883912, lire en ligne)[8]